# Ubisoft Blue Byte
Ubisoft Blue Byte GmbH (do roku 2017 jako Blue Byte) je německá vývojářská společnost Ubisoftu, jež je známá herními sériemi Anno a The Settlers. Založili ji v říjnu 1988 Thomas Hertzler a Lothar Schmitt. Ubisoft koupil studio Blue Byte v roce 2001, v roce 2014 do něj bylo sloučeno Related Designs a roku 2018 bylo založeno třetí studio v Berlíně. Od roku 2019 je Ubisoft Blue Byte mateřskou společností tří německých studií Ubisoftu, jež se nazývají Ubisoft Düsseldorf, Ubisoft Mainz a Ubisoft Berlin. V prosinci 2020 bylo od dalšího užívání značky „Ubisoft Blue Byte“ upuštěno.

## Historie

### Založení a první tituly (1988–2000)
V roce 1988 Thomas Hertzler a Lothar Schmitt odešli z německé vydavatelské společnosti Rainbow Arts a v říjnu téhož roku založili vlastní studio Blue Byte. Hertzler a Schmitt k tomu použili počáteční kapitál ve výši 10 000 německých marek, který si půjčili od Hertzlerových rodičů, a zřídili kancelář v podkroví Hertzlerova domu v Mülheim an der Ruhr.
První vyvinutou hrou studia Blue Byte se stal tenisový simulátor Great Courts, který v roce 1989 vydala společnost Ubi Soft (později přejmenovaná na Ubisoft). Úspěch studiu však přinesla až tahová strategie Battle Isle, jež vyšla v roce 1991. Byla inspirovaná japonskou hrou Nectaris pro PC Engine a dočkala se mnoha rozšíření a pokračování. Další velký úspěch studio zažilo s vydáním budovatelské hry Die Siedler, celosvětově známé jako The Settlers, v roce 1993, jež dala vzniku dalším pokračováním.

### Jako dceřiná společnost Ubisoftu (2001–dosud)
V únoru 2001 koupila studio Blue Byte společnost Ubi Soft a pověřila ho, aby se zaměřilo na vývoj svých dvou nejpopulárnějších sérií. V době akvizice měl Blue Byte 64 zaměstnanců a působil ve Velké Británii, Německu a Spojených státech amerických.
Kolem roku 2013 spolupracoval Blue Byte se studiem Related Designs na dvou jeho titulech, včetně hry Might and Magic: Heroes Online. Studio Related Designs bylo v dubnu 2013 koupeno Ubisoftem a od té doby vyvíjelo projekty společně s Blue Bytem. Nakonec bylo v červnu 2014 sloučeno do společnosti Blue Byte a stalo se jejím druhým interním studiem. V roce 2014 Blue Byte vyvinul hru The Settlers: Kingdoms of Anteria a roku 2015 budovatelskou strategii Anno 2205. O rok později bylo oznámeno, že titul The Settlers: Kingdoms of Anteria nahradí hra Champions of Anteria, jež se bude od série The Settlers lišit tématem i hratelností. V roce 2017 se studio podílelo na vývoji hry Skull & Bones a na konci téhož roku pomáhalo s vývojem titulů For Honor a Rainbow Six: Siege. V roce 2018 studio odhalilo, že pracuje na osmém dílu série The Settlers. O rok později se vydání dočkalo Anno 1800. Blue Byte také pomáhá studiu Ubisoft Montpellier s vývojem hry Beyond Good and Evil 2.
V roce 2017 se studio přejmenovalo na Ubisoft Blue Byte a jeho nové logo bylo představeno v srpnu těsně před začátkem veletrhu Gamescom. V dubnu téhož roku bylo oznámeno otevření třetího studia Blue Bytu v Berlíně, a to v budově bývalé finanční instituce Berliner Bank. Vedoucím nového studia se stal Istvan Tajnay, provozní manažer společnosti Ubisoft Blue Byte. Ačkoli je studio součástí Blue Bytu, bylo záměrně pojmenováno jako „Ubisoft Berlin“. Ubisoft Berlin zahájil provoz na začátku roku 2018 a jeho oficiální otevření proběhlo 25. září; tehdy zaměstnávalo studio 60 lidí. Ve stejné době měla studia v Düsseldorfu 230 a v Mohuči 100 zaměstnanců. Na veletrhu Gamescom v srpnu 2019 společnost Ubisoft Blue Byte odhalila novou firemní identitu, v rámci které byla její původní dvě samostatná studia přejmenována na Ubisoft Düsseldorf a Ubisoft Mainz. Cílem tohoto kroku bylo především přilákat další zaměstnance, protože společnost očekávala, že se do roku 2023 rozšíří z tehdejších 520 zaměstnanců na 1 000. V prosinci 2020 bylo od dalšího užívání značky „Ubisoft Blue Byte“ z velké části upuštěno, přičemž byly zrušeny i staré účty na sociálních sítích. Všechna tři studia však stále zůstávají právně zastřešena společností Ubisoft Blue Byte.

## Vyvinuté nebo vydané tituly

### SérieBattle Isle
| Rok  | Název                           | Platformy         | Vývojář   | Vydavatel | Poznámky                                                                                 |
| ---- | ------------------------------- | ----------------- | --------- | --------- | ---------------------------------------------------------------------------------------- |
| 1991 | Battle Isle                     | Amiga, DOS        | Blue Byte | Blue Byte | V roce 1992 vyšlo rozšíření Battle Isle Data Disk I a roku 1993 Battle Isle Data Disk II |
| 1994 | Battle Isle II                  | DOS               | Blue Byte | Accolade  | V roce 1994 vyšlo rozšíření Battle Isle II Data Disk I.                                  |
| 1995 | Battle Isle III                 | Microsoft Windows | Blue Byte | Blue Byte |                                                                                          |
| 1997 | Incubation: Time Is Running Out | Microsoft Windows | Blue Byte | Blue Byte | V roce 1997 vyšlo rozšíření Incubation: The Wilderness Missions.                         |
| 2000 | Battle Isle: The Andosia War    | Microsoft Windows | Blue Byte | Cauldron  |                                                                                          |

### SérieThe Settlers
| Rok  | Název                              | Platformy                                                                                         | Vývojář   | Vydavatel           | Poznámky                |
| ---- | ---------------------------------- | ------------------------------------------------------------------------------------------------- | --------- | ------------------- | ----------------------- |
| 1993 | The Settlers                       | Amiga, DOS                                                                                        | Blue Byte | Blue Byte           |                         |
| 1996 | The Settlers II                    | DOS, Mac OS, Nintendo DS                                                                          | Blue Byte | Blue Byte           |                         |
| 1998 | The Settlers III                   | Microsoft Windows                                                                                 | Blue Byte | Blue Byte           |                         |
| 2001 | The Settlers IV                    | Microsoft Windows, iOS, webOS, bada, Symbian, Android                                             | Blue Byte | Ubi Soft a Gameloft |                         |
| 2004 | The Settlers: Dědictví králů       | Microsoft Windows                                                                                 | Blue Byte | Ubisoft             |                         |
| 2006 | The Settlers II: 10. výročí        | Microsoft Windows                                                                                 | Blue Byte | Ubisoft             |                         |
| 2007 | The Settlers: Vzestup říše         | Microsoft Windows                                                                                 | Blue Byte | Ubisoft             |                         |
| 2008 | Die Siedler: Aufbruch der Kulturen | Microsoft Windows                                                                                 | Blue Byte | Ubisoft             | Vydáno pouze v Německu. |
| 2010 | The Settlers 7: Cesta ke koruně    | Microsoft Windows, macOS                                                                          | Blue Byte | Ubisoft             |                         |
| 2010 | The Settlers Online                | Microsoft Windows, macOS, web                                                                     | Blue Byte | Ubisoft             |                         |
| 2023 | The Settlers: New Allies           | Luna, Microsoft Windows, Nintendo Switch, PlayStation 4, PlayStation 5, Xbox One, Xbox Series X/S | Blue Byte | Ubisoft             |                         |

### SérieAnno
| Rok  | Název       | Platformy         | Vývojář | Vydavatel                  |
| ---- | ----------- | ----------------- | ------- | -------------------------- |
| 2009 | Anno 1404   | Microsoft Windows | Ubisoft | Blue Byte, Related Designs |
| 2011 | Anno 2070   | Microsoft Windows | Ubisoft | Blue Byte, Related Designs |
| 2013 | Anno Online | web               | Ubisoft | Blue Byte                  |
| 2015 | Anno 2205   | Microsoft Windows | Ubisoft | Blue Byte                  |
| 2019 | Anno 1800   | Microsoft Windows | Ubisoft | Blue Byte                  |

### Ostatní tituly

#### Do roku 2020
| Rok  | Název                               | Platformy                                                                                | Vývojář                 | Vydavatel | Poznámky            |
| ---- | ----------------------------------- | ---------------------------------------------------------------------------------------- | ----------------------- | --------- | ------------------- |
| 1989 | Great Courts                        | Amiga, Atari ST, DOS, SNES                                                               | Blue Byte               | Ubi Soft  |                     |
| 1989 | Twinworld                           | Amiga, Atari ST, Commodore 64, Acorn Archimedes, Amstrad CPC, ZX Spectrum                | Blue Byte               | Ubi Soft  |                     |
| 1990 | Tom and The Ghost                   | Amiga, Atari ST, DOS                                                                     | Blue Byte               | Ubi Soft  |                     |
| 1990 | Atomino                             | Amiga, Atari ST, Commodore 64, J2ME, Mac OS, MS-DOS, Palm OS                             | Blue Byte               | Psygnosis |                     |
| 1991 | Great Courts 2                      | Amiga, Atari ST, MS-DOS                                                                  | Blue Byte               | Blue Byte |                     |
| 1991 | Apidya                              | Amiga                                                                                    | Kaiko                   | Play Byte |                     |
| 1992 | Ugh!                                | Amiga, Commodore 64, MS-DOS                                                              | Egosoft                 | Play Byte |                     |
| 1992 | History Line: 1914-1918             | Amiga, DOS                                                                               | Blue Byte               | Play Byte |                     |
| 1993 | Yo! Joe! Beat the Ghosts            | Amiga, DOS                                                                               | Scipio                  | Play Byte |                     |
| 1993 | Albion                              | MS-DOS, Microsoft Windows                                                                | Blue Byte               | Blue Byte |                     |
| 1993 | Dr. Drago's Madcap Chase            | Microsoft Windows                                                                        | Blue Byte               | Blue Byte |                     |
| 1993 | Chewy: Esc from F5                  | MS-DOS, Microsoft Windows                                                                | New Generation Software | Blue Byte |                     |
| 1996 | Archimedean Dynasty                 | MS-DOS, Microsoft Windows                                                                | Massive Development     | Blue Byte |                     |
| 1997 | Extreme Assault                     | MS-DOS                                                                                   | Blue Byte               | Blue Byte |                     |
| 1998 | Game, Net & Match!                  | Microsoft Windows                                                                        | Media Games             | Blue Byte |                     |
| 1998 | Star Trek: Starship Creator         | Microsoft Windows, Mac OS                                                                | Imergy                  | Blue Byte |                     |
| 2000 | Stephen King's F13                  | Microsoft Windows, Mac OS                                                                | Presto Studios          | Blue Byte |                     |
| 2012 | Your Shape: Fitness Evolved 2013    | Wii U                                                                                    | Blue Byte               | Ubisoft   |                     |
| 2013 | Silent Hunter Online                | web                                                                                      | Blue Byte               | Ubisoft   |                     |
| 2013 | Panzer General Online               | web                                                                                      | Blue Byte               | Ubisoft   |                     |
| 2014 | Might and Magic: Heroes Online      | web                                                                                      | Blue Byte               | Ubisoft   |                     |
| 2015 | Tom Clancy's Rainbow Six Siege      | Microsoft Windows, PlayStation 4, Xbox One, PlayStation 5, Xbox Series X/S, Stadia, Luna | Blue Byte               | Ubisoft   | Pomáhalo s vývojem. |
| 2016 | Assassin's Creed Identity           | iOS, Android                                                                             | Blue Byte               | Ubisoft   |                     |
| 2016 | Champions of Anteria                | Microsoft Windows                                                                        | Blue Byte               | Ubisoft   |                     |
| 2017 | For Honor                           | Microsoft Windows, PlayStation 4, Xbox One                                               | Blue Byte               | Ubisoft   | Pomáhalo s vývojem. |
| 2017 | South Park: The Fractured but Whole | Microsoft Windows, PlayStation 4, Xbox One, Nintendo Switch                              | Blue Byte               | Ubisoft   | Pomáhalo s vývojem. |

#### Od roku 2021
| Rok           | Název                        | Platformy                                                                                | Vývojář            | Vydavatel |
| ------------- | ---------------------------- | ---------------------------------------------------------------------------------------- | ------------------ | --------- |
| 2021          | Far Cry 6                    | Microsoft Windows, PlayStation 4, Xbox One, PlayStation 5, Xbox Series X/S, Stadia, Luna | Ubisoft Berlin     | Ubisoft   |
| 2023          | Avatar: Frontiers of Pandora | Luna, PlayStation 5, Microsoft Windows, Xbox Series X/S                                  | Ubisoft Düsseldorf | Ubisoft   |
| bude oznámeno | Beyond Good and Evil 2       | bude oznámeno                                                                            | bude oznámeno      | Ubisoft   |